# Квинт Емилий Сатурнин
Квинт Емилий Сатурнин (на латински: Quintus Aemilius Saturninus; † 200 г.) e римски политик, сенатор и преториански префект по времето на император Септимий Север. Произлиза от клон Сатурнин (Емилии) на фамилията Емилии.
От 197 до 200 г. е префект на провинция Египет. През 200 г. той е преториански префект заедно с Гай Фулвий Плавциан, който поръчва убийството му.